# Зігфрід Фріке
Зігфрід Фріке (нім. Siegfried Fricke, 19 листопада 1954) — німецький академічний веслувальник. Бронзовий призер Олімпійських Ігор 1976 року в складі розпашної четвірки зі стерновим.